# 黒山県
黒山県（こくさん-けん）は中華人民共和国遼寧省錦州市に位置する県。

## 地理
黒山県は遼寧省西部に位置する。

## 歴史
明代は鎮遠堡、清初は小河山、または小黒山と称された。黒山鎮の東北にある小黒山の山頂には上帝廟がある。この山はあまり高くないが、遠くの山河や県の街が一望できる。
戦国時代には燕の遼東郡に属する。そして、秦の中国統一後も遼東郡に属する。前漢には幽州刺史部遼東郡に属する。後漢には遼東属国に属し、三国時代には幽州の昌黎郡に属する。西晋には平州の昌黎郡に属する。五胡十六国時代には前燕・前秦・後燕と国が移るが同じ平州の昌黎郡に属する。南北朝時代には営州の地となり、隋は涿郡に属する。唐には安東都護府に属する。遼には東京道顕州奉先軍に属する。金には北京路広寧府に属する。元には広寧府路に属し、域内に望平県を設ける。明には広寧衛に属し、鎮遠堡となった。
清代になると広寧県と新民県に属した。1902年（光緒28年）には両県の一部に鎮安県が設置され、これが黒山県の前身となる。中華民国が成立すると、1914年（民国3年）1月、陝西省に同名の鎮安県が存在したため黒山県と改称、奉天省遼瀋道の管轄とされた。その後1929年（民国18年）に遼寧省に、満洲国が成立すると1932年（大同元年に奉天省に、1935年（康徳2年）には錦州省に移管された。中華人民共和国が成立すると1949年に遼西省、1954年より遼寧省錦州市の管轄となり現在に至る。

## 行政区画
2街道弁事処、15鎮、4郷を管轄する。
- 街道弁事所：黒山街道、大虎山街道
- 鎮：芳山鎮、白廠門鎮、常興鎮、姜屯鎮、励家鎮、繞陽河鎮、半拉門鎮、無梁殿鎮、胡家鎮、新立屯鎮、八道壕鎮、四家子鎮、新興鎮、太和鎮、鎮安鎮
- 郷：英城子郷、段家郷、大興郷、薛屯郷

張作霖の母方の祖母の家がある二道溝郷は、2002年に繞陽河鎮に編入された。

## 交通

### 鉄道
- 大虎山駅：大鄭線、瀋山線の接続駅

### 道路
- 国道
  -  G230国道

## 観光地
- 蛇盤山観光区
- 竜湾ダム観光区

## 出身者
- 小松 - 大虎山鎮出身